# American Cream Draft
American Cream Draft – amerykańska rasa koni zimnokrwistych charakteryzująca się kremowym lub złotoszampańskim kolorem umaszczenia. Rasę wyhodowano w stanie Iowa na początku XX wieku z kremowej klaczy o imieniu Old Granny. Księga stadna została utworzona w 1944, ale nie była prowadzona przez kilka dekad, kiedy liczba tych zwierząt zmalała w związku z mechanizacją rolnictwa. Zapisy zostały wznowione w 1982 i od tamtego czasu populacja powoli wzrasta. Jest to rasa rzadka, dlatego organizacje The Livestock Conservancy oraz Equus Survival Trust uznają ją za krytycznie zagrożoną.

## Charakterystyka
American Creams mają szlachetną głowę o prostym profilu twarzy, która nie jest ani wklęsła, ani wypukła. Klatka piersiowa jest szeroka, ramiona spadziste i krótkie, plecy mocne. Żebra są dobrze wysklepione i są dobrze związane górą (mają krótki odcinek lędźwiowy). Mają zad należycie umięśniony i silne, proporcjonalne oraz odpowiednio osadzone nogi. Są zwinne, mają tęgie kopyta, a ich chód jest swobodny i lekki. Według entuzjastów, rasa ma spokojne i posłuszne usposobienie, dlatego szczególnie nadaje się dla właścicieli, którzy nie mieli wcześniej styczności z końmi zimnokrwistymi. Klacze osiągają 152–163 cm wysokości w kłębie oraz wagę 680–730 kg, podczas gdy ogiery i wałachy mierzą 163–174 cm i ważą od 820 kg wzwyż.
Pożądanym kolorem umaszczenia dla tej rasy jest średnio kremowy z różową skórą, bursztynowymi oczami oraz białą grzywą i ogonem. Charakterystyczny kremowy kolor tej rasy jest wynikiem występowania genu szampańskiego. Inne rozpoznawalne kolory to: jasny, średni i ciemny krem, z bursztynowymi lub piwnymi oczami. Kremowa klacz z ciemną skórą oraz jasną grzywą i ogonem może zostać zaakceptowana przez księgę jako trzon rasy, tymczasem ogiery muszą mieć różową skórę oraz białą grzywę i ogon, aby zostać wpisane do księgi. Źrebięta czystej krwi, które są zbyt ciemne, aby znaleźć się w głównej księdze stadnej, mogą zostać wpisane do księgi dodatkowej. Księga ta akceptuje również konie zmieszane z innymi rasami zimnokrwistymi, o ile spełnią określone warunki, a księga stadna pozwoli na uszlachetnianie z użyciem koni z księgi dodatkowej, które będzie miało na celu wzmocnienie genu, zwiększenie liczebności rasy i poszerzenie różnorodności genetycznej.

### Genetyka koloru
Gen szampański rozjaśnia kolor okrywy, a złotoszampański kolor ciała, jasna skóra, jasne oczy oraz grzywa i ogon w kolorze kości słoniowej przypisywane American Cream Draft są wynikiem działania genu szampańskiego na kasztanowej maści zasadniczej. U dorosłego osobnika skóra jest różowa, pokryta licznymi, ciemnymi piegami lub innymi plamami, a oczy są piwne lub bursztynowe. Oczy nowonarodzonych, szampańskich źrebiąt są niebieskie i ciemnieją z wiekiem, a skóra jest jasno różowa. Księga stadna opisuje oczy źrebiąt jako „prawie białe”, co zgadza się z wyglądem niebieskiego oka u szampańskiego źrebaka, które jest bardziej kremowe niż inne rodzaje niebieskich oczu.

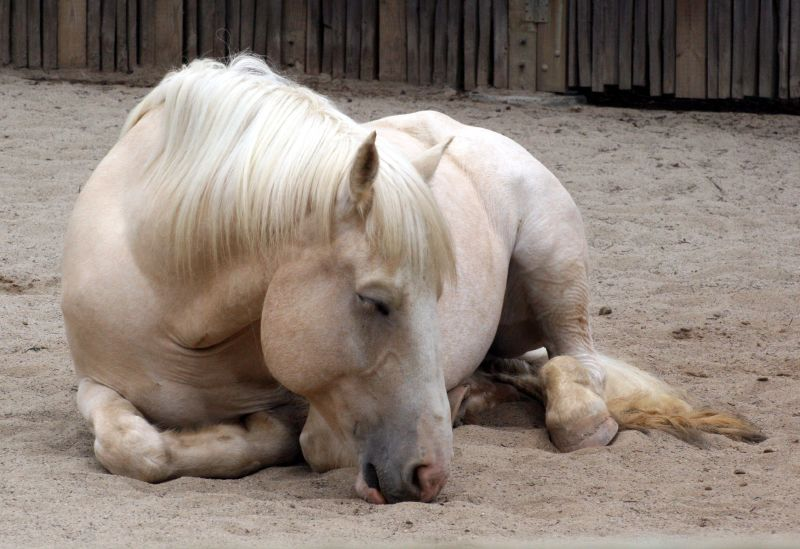
U tego odpoczywającego konia występują mało widoczne piegi w okolicach pyska

W oparciu o mutację w genie SLC36A1 szampańskość jest cechą dominującą. Mapowanie genomu zostało ogłoszone w 2008, a American Cream Draft była jedną z badanych ras. Odróżnienie zwierząt homozygotycznych od heterozygotycznych, tym samym genu szampańskiego od rozjaśnionej dominacji niepełnej, takiej jak gen kremowy, jest trudne. Stwierdzono mimo to, że homozygoty mogą mieć mniej plam lub trochę jaśniejszy kolor włosów niż heterozygoty. Odnotowano też inne drobne różnice, w tym jaśniejsze piegi, skórę i sierść okrywy, przy czym kolor oczu pozostaje taki sam.
Ciemnoskóre konie American Cream Draft są w rzeczywistości końmi kasztanowymi, gdyż rasa nie jest homozygotyczna dla genu szampańskiego; tylko jeden allel jest potrzebny do wytworzenia odpowiedniego koloru. Gen szampański rozcieńcza każdą zasadniczą barwę okrywy, a u American Cream Draft taką zasadniczą barwą jest kolor kasztanowy. Do roku 2003 naukowcom nie udało się odnaleźć rasy posiadającej kremowy gen, mimo to hodowcy nazywają pożądany kolor „kremowym”. The American Cream Draft nie są ani cremello, ani białe, i pomimo tego, iż złoty kolor umaszczenia z białą grzywą i ogonem przypomina palomino, wyróżniające cechy rasy są wynikiem działania genu szampańskiego.

### Pęcherzowe oddzielanie się naskórka
Choroba genetyczna dziedziczona autosomalnie recesywnie, pęcherzowe oddzielanie się naskórka w obrębie błony podstawnej (EB junctionalis), została odnaleziona u kilku American Cream Draft. Jest to śmiertelne zaburzenie genetyczne, które u nowonarodzonych źrebiąt objawia się utratą dużych obszarów skóry oraz innymi nieprawidłowościami, zazwyczaj kończące się uśpieniem zwierzęcia. Zaburzenie to jest najczęściej przypisywane koniom rasy American Belgian Draft, jednak odnaleziono je również u innych ras zimnokrwistych. W 2002 opracowano test DNA, dzięki czemu możliwe jest uniknięcie EB junctionalis, poprzez uniemożliwienie rozmnażania dwóm osobnikom posiadającym ten gen. Księga American Cream Draft ogłosiła, iż „proaktywnie testują swoje wpisane zwierzęta, odkąd EB junctionalis zostało odkryte”.

## Historia rasy

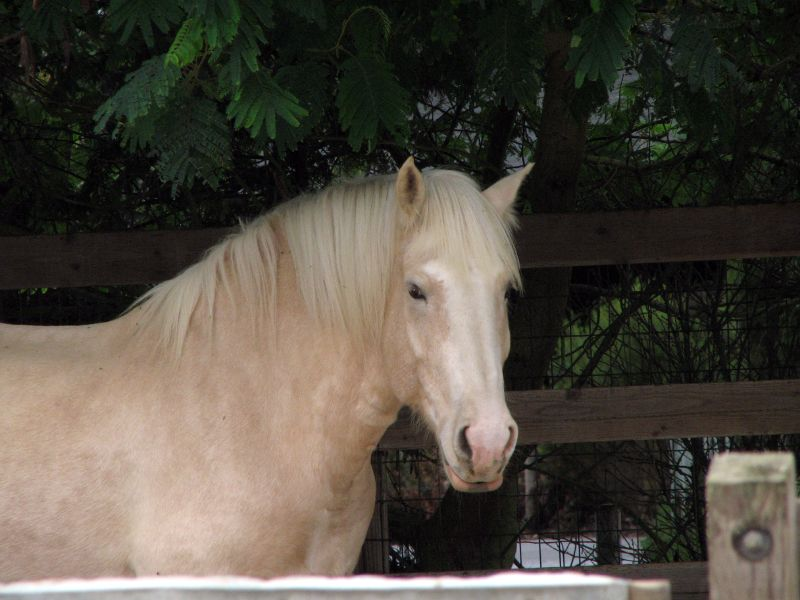
Głowa i ramiona American Cream Draft

American Cream Draft pochodzi od klaczy-matki o imieniu Old Granny. Klacz, urodzona prawdopodobnie pomiędzy 1900 a 1905, została pierwszy raz dostrzeżona na aukcji w hrabstwie Story w stanie Iowa w 1911, a potem zakupiona przez znanego handlarza koni Harry’ego Larkina. Została na koniec sprzedana na Farmę Braci Nelson w mieście Jewell, Iowa. Jej historia hodowlana jest nieznana, jednak wiele z jej źrebiąt miało ten sam kremowy kolor co ona; to właśnie dzięki ich kolorowi sprzedawały się za ponadprzeciętną cenę. Jej kremowe okrycie, różowa skóra i bursztynowe oczy to standardy definiujące tą rasę, a kolor znany jest teraz jako złotoszampański. W 1946, dwa lata po utworzeniu Księgi hodowlanej, Old Granny była przodkiem dla 98% wpisanych tam koni.
W 1920 ogierek Old Granny zwany Nelson’s Buck No. 2 tak zachwycił weterynarza Erica Christiana, że ten poprosił właścicieli, aby go nie kastrowano. Przystali na tę propozycję, co zaowocowało spłodzeniem przez niego kilku kremowych źrebiąt, z których tylko jedno zostało odnotowane w księdze: ogierek o imieniu Yancy no. 3, którego matką była kara klacz rasy perszeron. Yancy był ojcem Knox 1st, urodzonego w 1926 przez nieodnotowaną gniadą klacz, która częściowo pochodziła od rasy Shire. W 1931 z tego rodowodu urodził się prapraprawnuk Nelsona Bucka, nazwany Silver Lace No. 9. Silver Lace miał stać się jednym z najbardziej wpływowych ogierów rasy American Cream. Jego matką była Belgijska klacz o jasno kasztanowej maści, i to właśnie jej przypisuje się wagę Silver Lace’a wynoszącą 1010 kg, która była znacznie większa niż u reszty jego krewnych. Silver Lace szybko stał się znanym ogierem w stanie Iowa. Jednakże w stanie Iowa ogiery używane do stanówki musiały być zarejestrowane w Departamencie Rolnictwa, a ta jednostka pozwalała jedynie na konie rozpoznanych ras. Jako że Silver Lace nie był odnotowany w żadnej księdze hodowlanej, jego właściciele stworzyli syndykat, w którym tylko posiadacze udziałów w „Silver Lace Horse Company” dostali pozwolenie na to, by używać ogiera do krycia swoich klacz. Jako że jego główna kariera jako konia rozpłodowego zbiegła się z ekonomicznymi trudnościami Wielkiego Kryzysu, Silver Lace musiał zostać schowany w oborze sąsiada, aby uchronić go od sprzedaży na licytacji. Innym istotnym ogierem założycielskim był Ead’s Captain, którego geny znajdują się u 1/3 wszystkich American Cream Draft.
Około roku 1935, pomimo kryzysu, kilku hodowców rozpoczęło chów wsobny kremowych koni, aby poprawić ich kolor i gatunek. C. T. Rierson zaczął kupować klacze kremowej maści spłodzone przez Silver Lace’a i intensywnie rozwijać rasę American Cream. W 1944 roku stowarzyszenie hodowców tej rasy, American Cream Association, zostało utworzone przez dwudziestu właścicieli i hodowców, i legalnie zarejestrowane w stanie Iowa. W 1950 rasa została ostatecznie uznana przez Departament Rolnictwa stanu Iowa, w oparciu o rekomendację wystawioną przez National Stallion Enrollment Board w 1948 roku.
Mechanizacja rolnictwa w połowie dwudziestego wieku doprowadziła do zmniejszenia ogólnej populacji koni zimnokrwistych, a wraz ze śmiercią Riersona w 1957, liczba American Cream Draft zaczęła spadać. Do późnych lat 50. zostało tylko 100 zarejestrowanych osobników tej rasy, które były w posiadaniu 41 hodowców. Księga stadna nie była prowadzona do 1982, kiedy to trzy rodziny, które zachowały swoje stada, ponownie aktywowały i zreorganizowały księgę. W 1994 organizacja oficjalnie zmieniła swoją nazwę na American Cream Draft Horse Association (ACDHA).

### Od lat 90. do czasów współczesnych
W 1982 właściciele zaczęli sprawdzać grupy krwi swoich koni, a do 1990 testy genetyczne odkryły, iż „w porównaniu z innymi zimnokrwistymi rasami i w oparciu o dane markerów genetycznych, American Cream Draft tworzą osobną grupę pośród koni zimnokrwistych”. Związek genetyczny odnaleziony u tych koni z rasą Belgijską jest nie bliższy niż ten z rasami Perszeron, Suffolk Punch i Hafilinger. Wpisy w księdze datujące na wczesne lata dwudziestego wieku wskazują, że rodowód rasy składa się wyłącznie z koni zimnokrwistych. Na rok 2000 w księdze odnotowano 222 konie, jednak liczba ta do roku 2004 zwiększyła się do 350. Z tych, 40 stanowiło tzw. „konie drugotorowe” – czysto rasowe konie American Cream, które nie spełniły wymagań koloru lub krzyżówki American Cream z innymi zimnokrwistymi, którym udało się spełnić fizyczne wymogi księgi. Według pewnych przepisów, „konie drugotorowe” mogą zostać użyte jako materiał hodowlany, a źrebięta z takim pochodzeniem można zarejestrować jako rasowe American Creams. Każdego roku dopisywanych jest około 30 koni. The Livestock Conservancy uznaje, że rasa jest w stanie krytycznego zagrożenia, co oznacza, że ogólna szacowana populacja tej rasy wynosi mniej niż 2000 oraz odnotowuje się mniej niż 200 rejestracji na rok w Stanach Zjednoczonych. Fundacja Equus Survival również uznaje, iż populacja jest w stanie krytycznym, co oznacza, że obecnie żyje od 100 do 300 dorosłych klaczy używanych do rozpłodu. W celu odbudowania liczebności rasy, ACDHA uchwaliła przepisy, które pozwalają na rejestrację źrebaków powstałych takimi metodami jak sztuczne zapłodnienie lub embriotransfer. Rozważne użycie księgi dodatkowej może również pozwolić na zwiększenie liczby osobników.
American Cream mieszkające w skansenie Colonial Williamsburg są nazywane „najsławniejszymi z wszystkich American Cream Draft”. W wiosce tej używane są do ciągnięcia wozów i dorożek. Od 2006 w życie wszedł program hodowlany prowadzony przez Colonial Williamsburg, który ma na celu zwiększenie liczby osobników tej rasy.